# Vlada Avramov
Vladimir „Vlada“ Avramov (serbisch-kyrillisch Владимир Аврамов; * 5. April 1979 in Novi Sad) ist ein serbischer ehemaliger Fußballspieler auf der Position des Torwarts.

## Karriere
Avramov begann seine Karriere in seiner Heimatstadt beim FK Vojvodina. Zur Saison 2001/02 wechselte der zum Serie-B-Verein Vicenza Calcio. Hier kam er in der Folge immer häufiger zum Einsatz und in seiner dritten Spielzeit war er die Nummer 1 in Vicenza. Für die Saison 2005/06 wurde er an den Ligakonkurrenten Pescara Calcio verliehen. Im Sommer 2006 wechselte er zum Serie-A-Verein AC Florenz, um dort Ersatztorwart hinter Sébastien Frey zu werden. Für die Saison 2006/07 wurde er jedoch an den FBC Treviso verliehen. Nach vier Jahren als Ersatztorwart beim AC Florenz verließ er den Verein und spielt nun für Cagliari Calcio. Nach drei Jahren wechselte er zum AC Turin. Der verlieh Avramov in derselben Spielzeit an Atalanta Bergamo. Seit 2015 spielt er für den FC Tokyo.